# 9М82
9М82 (по кодификации НАТО «SA-12 Gladiator») — советская зенитная управляемая ракета зенитной ракетной системы С-300В. Разработана в Государственном конструкторском бюро компрессорного машиностроения под руководством главного конструктора А. И. Яскина совместно с ОКБ-8.

## Описание конструкции
ЗУР 9М82 предназначена для использования в составе ЗРС С-300В и обеспечивает поражение аэродинамических и баллистических воздушных целей в зоне досягаемости комплекса. В состав ЗУР входит транспортно-пусковой контейнер 9Я238, газогенератор-контейнер 9Д152 и сама ракета 9М82. Ракета 9М82 имеет две ступени и выполнена по схеме «несущий конус». К основным частям ракеты относятся: планер, двигательная установка, газогидравлическая система, система разделения, электрооборудование, бортовая аппаратура и боевая часть.

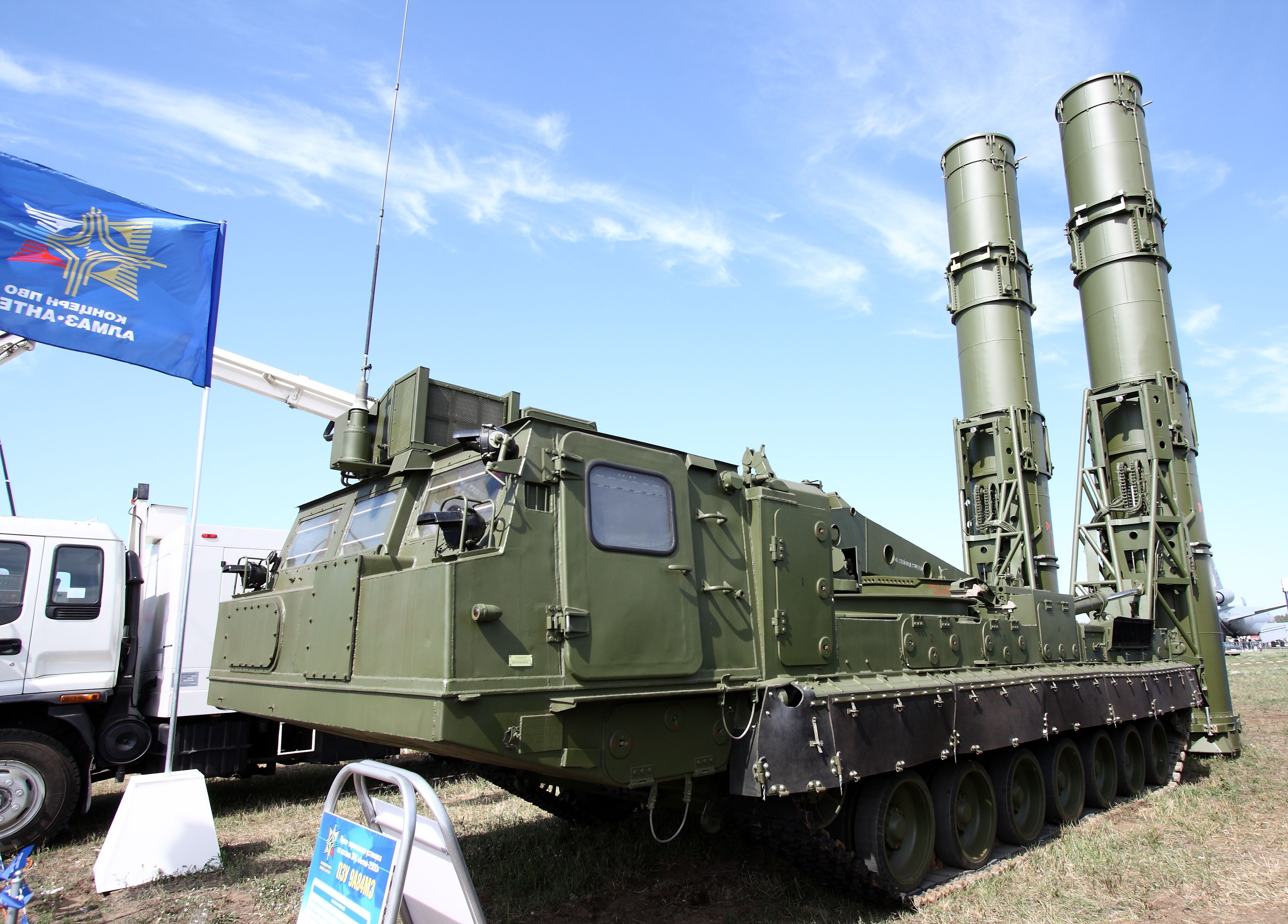
Пуско-заряжающая установка 9А84 в боевом положении

9М82 имеет два режима стрельбы: одиночный запуск и залп из двух ракет. В режиме залпа вторая ракета стартует через 1,5—2 секунды после запуска первой. Ракеты запускаются из транспортно-пускового контейнера, закреплённого на пусковой или пусковой заряжающей установке на угле 90°. Ракета выталкивается из контейнера с помощью газогенератора. Для безопасности пусковой установки во время запуска стартового двигателя ракеты, после вылета из контейнера происходит предварительное склонение ракеты в сторону носовой части пусковой установки. Затем происходит запуск стартового двигателя и наведение ЗУР на углы оптимальной траектории полёта до зоны нахождения цели. Стартовый двигатель работает от 3,5 до 6,2 секунд. Окончательное наведение на цель происходит после отделения стартовой ступени. Маршевый двигатель работает от 11,16 до 17,21 секунд.
Наведение на цель происходит в двух режимах. Первый — инерциальное управление с наведением на конечном участке. В этом режиме на бортовое оборудование ракеты поступает информация о скоростных характеристиках цели и её положении. Второй режим — командно-инерциальный метод управления с последующим наведением. В таком режим на ракету поступает информация о взаимном положении ЗУР и цели, а также о её скоростных характеристиках. Такой режим используется в зоне действия постановщиков помех. При обнаружении пусковой установкой постановщиков помех, информация передаётся на станцию наведения, где выбор метода наведения осуществляет командир станции. При достижении необходимой дистанции до цели ракета захватывает цель аппаратурой самонаведения и в непосредственной близости разворачивается для максимального эффекта направленной боевой части. Команду на подрыв боевой части производит взрывательное устройство 9Э322 при появлении в приёмнике отражённого сигнала от цели. Если ракета пролетает мимо цели, то производится самоликвидация.
Основными элементами стартовой ступени являются стартовый двигатель и хвостовой отсек. Для придания вектора тяги на сопле двигателя установлены четыре поворотных клапана. По наружной части стартового двигателя проложены электрические магистрали для связи между оборудованием отделяемой части.
Маршевая ступень разделена на восемь отсеков. В головной части установлена аппаратура наведения ДБ100М, радиоблок взрывательного устройства, прибор навигации инерциальной системы управления и бортовой вычислитель. В хвостовой части находится газотурбинный блок источника электропитания с газогидросистемой маршевой системы. Там же установлена система самоликвидации. Перед маршевым двигателем располагается боевая часть с предохранительно-исполнительным механизмом. По наружной поверхности маршевого двигателя проложены кабельные магистрали для связи хвостовой и головной частей ракеты.

## Модификации

### 9М82М
9М82М — зенитная управляемая ракета зенитной ракетной системы 9К81М «Антей-2500». Дальность действия ракеты ракеты была значительно увеличена и составляет до 200 км. Ракета способна поражать цели, маневрирующие с перегрузками до 30g. Максимальная скорость полёта также была увеличена и составляет 2600 м/с.
9М82МЭ — экспортный вариант

### 9М82МВ
Вариант зенитной управляемой ракеты 9М82 для ЗРС С-300В4 (или С-300ВМД). ЗУР 9М82МВ имеет скорость более 5 М, со скоростью 7,5 М способна сбивать аэродинамические цели на дальности 400 км., со скоростью 9 М - на дальности 350 км.